# Long Live Rock
«Long Live Rock» es una canción del grupo de rock The Who escrita por su guitarrista Pete Townshend durante el período de Lifehouse. No se incluyó en el álbum Who's Next, ya que no se registró hasta 1972. Posteriormente, fue interpretado por el personaje de Billy Fury en la película That'll Be the Day junto con Keith Moon. La grabación original de la canción fue lanzada más tarde en el álbum Odds & Sods, además de ser lanzada como sencillo al mismo tiempo. Aparece durante los créditos finales del documental de la banda, The Kids Are Alright. Una versión en vivo fue grabada por The Who en la BBC para luego, lanzarla en su álbum BBC Sessions.